# 不对称合成

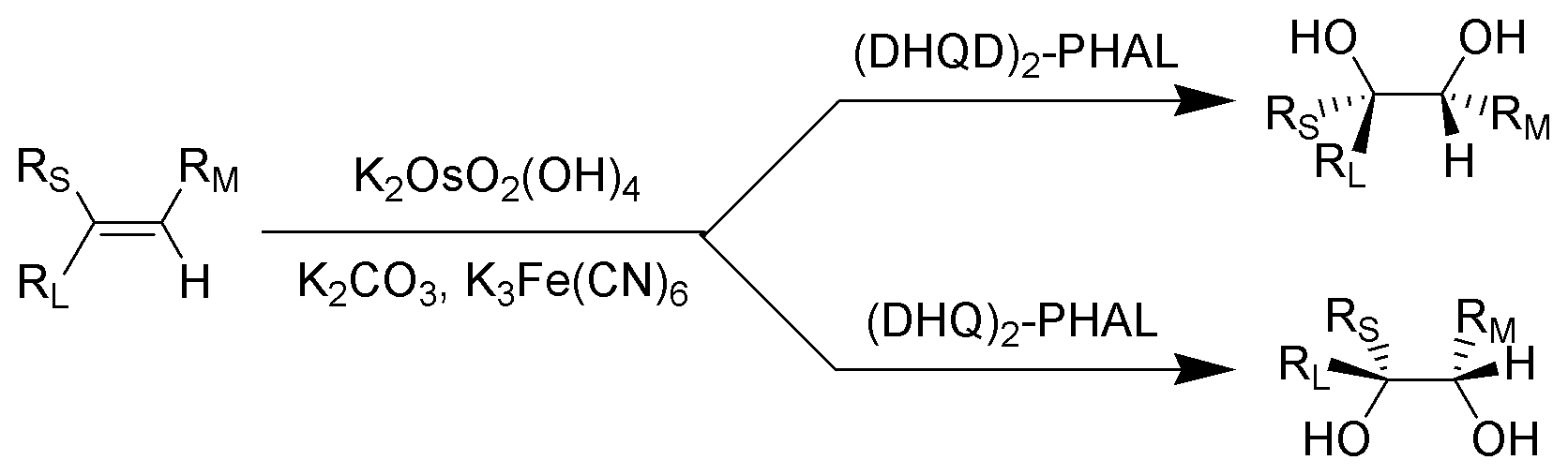
在Sharpless双羟化反应中，产物的手性可以通过AD-混合物来控制，上图是使用不对称诱导进行不对称合成的例子。
图中：R_{L}=最大取代基，R_{M}=中等取代基，R_{S}=最小取代基。

α-氨基酸的两个光学异构体。

按照IUPAC金皮书的定义，不对称合成（enantioselective synthesis、asymmetric synthesis），也称手性合成、立体选择性合成、对映选择性合成，是研究向反应物引入一个或多个具手性元素的化学反应的有机合成分支。按照Morrison和Mosher的定义，不对称合成是“一个有机反应，其中底物分子整体中的非手性单元由反应剂以不等量地生成立体异构产物的途径转化为手性单元”。这里，反应剂可以是化学试剂、催化剂、溶剂或物理因素。
不对称合成目前在药物合成和天然产物全合成中都有十分重要的地位。但无疑，现在最完善的不对称合成技术，要数存在于生物体内的酶。能否实现像酶一样高效的催化体系，是对人类智慧的挑战。

氟氯溴甲烷的两个光学异构体。

一般地讲，一个不对称合成可以算作成功的标准是：
- 高的ee（对映体过量百分数）；
- 手性试剂易得，最好可以循环使用；
- R与S异构体都可以分别制得；
- 最好是催化性的合成。

立体化学控制有三种方法：
- 底物控制（手性库）：手性的底物与非手性的试剂反应；
- 试剂控制：非手性的底物与手性试剂反应—手性辅助剂、不对称催化；
- 双不对称反应：对映体纯底物与对映体纯试剂发生反应。

有时手性拆分也被算作不对称合成的一种。
此外，针对手性的来源，有人把不对称合成分为普通不对称合成和绝对不对称合成。
普通不对称合成是指依靠直接或间接有天然获得的手性化合物衍生的基团诱导产生手性化合物的合成。而绝对不对称合成是指绝对脱离天然产物来源而通过物理方法（比如说通过圆偏光的照射）诱导产生手性的合成。后者相当吃功夫，所以目前只有非常有限的几个反应能做到绝对不对称合成。

## 概要

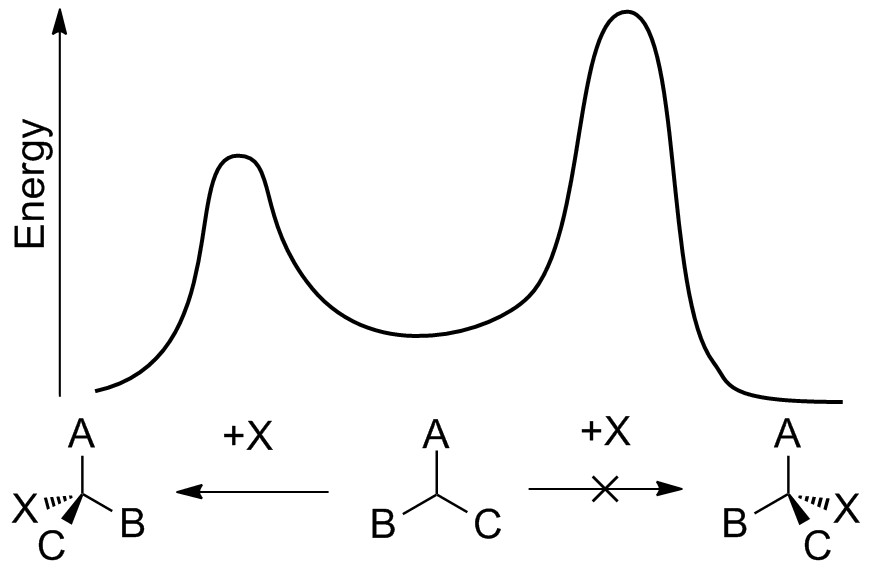
A energy profile of an enantioselective addition reaction.